# Juan Salvador Anselmo Daza
Juan Salvador Anselmo Daza y Bolaños, nacido en Valledupar, Virreinato de la Nueva Granada (actual Colombia) en 1770 bautizado el 5 de mayo de ese año. Hijo de Bertolomé Ramón Daza y Mendoza y de María Bernarda Bolaños Rivadeneira. Fue un militar criollo que sirvió como gobernador de la provincia de Girón en Santander por órdenes de Pablo Morillo, y fue también Teniente Asesor del gobernador Rafael Samper. El coronel Daza fue galardonado con la Gran Cruz Americana de Isabel la Católica. Participó activamente en favor de los intereses de la monarquía en la región de la Gobernación de Santa Marta, en especial en la región de Valledupar, donde combatió contra tropas patriotas durante la independencia de Valledupar.
Restablecido el poder civil, publicó un folleto contra Simón Bolívar por la campaña del Magdalena. Fue hecho prisionero por los patriotas. Fue desterrado por sentencia de una Corte Marcial y enviado a purgar una pena de 5 años a Curazao. Murió en cautiverio dando fe de su lealtad al Rey Fernando VII de España (Según el archivo nacional de Curacao no hay evidencia que haya fallecido allá) en algún momento antes de julio de 1834.